# علي مسرحي
علي فؤاد مسرحي لاعب كرة قدم سعودي ، يلعب كمدافع لعب سابقاً في نادي الاتفاق.